# كارل بالانتاين
كارل بالانتاين (بالإنجليزية: Carl Ballantine)‏ مواليد 27 سبتمبر 1917 في شيكاغو - الوفاة 3 نوفمبر 2009 في هوليوود هيلز، الولايات المتحدة، هو ممثل وكوميدي أمريكي بدأ مسيرته الفنية سنة 1949. امتدت مسيرته الفنية لأكثر من 60 عاما. من أعماله غارفيلد والأصدقاء وآي دريم أوف جيني.

## روابط خارجية
- كارل بالانتاين على موقع IMDb (الإنجليزية)
- كارل بالانتاين على موقع ميوزك برينز (الإنجليزية)
- كارل بالانتاين على موقع أول موفي (الإنجليزية)
- كارل بالانتاين على موقع إن إن دي بي (الإنجليزية)
- كارل بالانتاين على موقع قاعدة بيانات الفيلم (الإنجليزية)